# Gesnes-le-Gandelin
Gesnes-le-Gandelin é uma comuna francesa na região administrativa do País do Loire, no departamento de Sarthe. Estende-se por uma área de 12.88 km². Em 2010 a comuna tinha 978 habitantes (densidade: 75,9 hab./km²).